# Segona Divisió 2014/15
Die Segona Divisió 2014/15 war die 16. Spielzeit der zweithöchsten Fußballliga in Andorra. Sie begann am 21. September 2014 und endete am 15. Februar 2015. Am Saisonende stieg der Tabellenerste auf und der Zweitplatzierte hatte noch die Chance über ein Relegationsspiel gegen den Siebten der Primera Divisió aufzusteigen.

## Reguläre Saison

### Tabelle
| Pl. | Verein                    | Sp. | S | U | N  | Tore    | Diff. | Punkte |
| --- | ------------------------- | --- | - | - | -- | ------- | ----- | ------ |
| 1.  | Penya Encarnada d’Andorra | 10  | 8 | 2 | 0  | 052:160 | +36   | 26     |
| 2.  | FC Rànger’s               | 10  | 8 | 1 | 1  | 028:110 | +17   | 25     |
| 3.  | Atlètic Club d’Escaldes   | 10  | 5 | 3 | 2  | 033:160 | +17   | 18     |
| 4.  | FC Lusitanos B            | 10  | 5 | 2 | 3  | 030:280 | +2    | 17     |
| 5.  | UE Santa Coloma B         | 10  | 5 | 2 | 3  | 042:240 | +18   | 17     |
| 6.  | FS La Massana             | 10  | 4 | 3 | 3  | 033:200 | +13   | 15     |
| 7.  | FC Ordino B               | 10  | 4 | 1 | 5  | 025:260 | −1    | 10     |
| 8.  | UE Extremenya             | 10  | 3 | 3 | 4  | 015:180 | −3    | 12     |
| 9.  | FC Encamp B               | 10  | 2 | 3 | 5  | 017:250 | −8    | 09     |
| 10. | UE Engordany B            | 10  | 1 | 0 | 9  | 011:590 | −48   | 03     |
| 11. | CE Jenlai                 | 10  | 0 | 0 | 10 | 005:480 | −43   | 0      |
| 12. | CE Principat (A) 1        | 0   | 0 | 0 | 0  | 000:000 | ±0    | 0      |
| 13. | FC Santa Coloma B 1       | 0   | 0 | 0 | 0  | 000:000 | ±0    | 0      |
| 14. | UE Sant Julià B 1         | 0   | 0 | 0 | 0  | 000:000 | ±0    | 0      |

| (A) | Absteiger der letzten Saison |

## Kreuztabelle
Die Kreuztabelle stellt die Ergebnisse aller Spiele dieser Vorrunde dar. Die Heimmannschaft ist in der ersten Spalte aufgelistet, die Gastmannschaft in der obersten Reihe. Die Ergebnisse sind immer aus Sicht der Heimmannschaft angegeben.
|                           | Atlètic Club d’Escaldes | FC Encamp B | UE Engordany | UE Extremenya | CE Jenlai | FS La Massana | FC Lusitanos B | FC Ordino B | Penya Encarnada d’Andorra | FC Rànger’s |      |
| Atlètic Club d’Escaldes   |                         | 2:2         | —            | —             | —         | —             | 7:0            | —           | —                         | 4:2         | —    |
| FC Encamp B               | —                       |             | 2:4          | 4:0           | 1:1       | —             | —              | 0:8         | —                         | —           | —    |
| UE Engordany              | 0:7                     | 1:6         |              | 0:4           | 3:1       | —             | —              | 4:6         | —                         | —           | 0:14 |
| UE Extremenya             | 2:2                     | —           | —            |               | 3:1       | 1:1           | —              | —           | 0:2                       | —           | 0:2  |
| CE Jenlai                 | 0:3                     | —           | —            | —             |           | —             | 2:3            | 0:5         | —                         | 0:1         | 1:4  |
| FS La Massana             | 1:2                     | —           | 3:0          | —             | 10:0      |               | —              | 5:0         | 2:4                       | 1:4         | 5:4  |
| FC Lusitanos B            | —                       | 3:0         | 6:1          | 1:1           | —         | 4:4           |                | —           | 2:5                       | —           | —    |
| FC Ordino B               | —                       | 3:1         | —            | 2:0           | —         | —             | 1:4            |             | —                         | 2:3         | —    |
| Penya Encarnada d’Andorra | 5:3                     | —           | 8:2          | —             | 12:0      | —             | —              | 4:3         |                           | 0:0         | 4:4  |
| FC Rànger’s               | —                       | 2:0         | 4:0          | 5:0           | —         | —             | 3:2            | —           | —                         |             | —    |
| UE Santa Coloma B         | 3:2                     | 1:1         | —            | —             | —         | —             | 4:5            | 4:2         | —                         | 2:4         |      |

## Aufstiegsplayoff

### Abschlusstabelle
| Pl. | Verein                    | Sp. | S | U | N | Tore    | Diff. | Punkte | Bonus | Gesamt |
| --- | ------------------------- | --- | - | - | - | ------- | ----- | ------ | ----- | ------ |
| 1.  | Penya Encarnada d’Andorra | 6   | 5 | 0 | 1 | 018:800 | +10   | 15     | 26    | 41     |
| 2.  | Atlètic Club d’Escaldes   | 6   | 5 | 0 | 1 | 026:600 | +20   | 15     | 18    | 33     |
| 3.  | FC Rànger’s               | 6   | 0 | 1 | 5 | 005:180 | −13   | 01     | 25    | 26     |
| 4.  | FS La Massana             | 6   | 1 | 1 | 4 | 008:250 | −17   | 04     | 15    | 19     |

## Relegation
Der Siebtplatzierte der Primera Divisió bestritt im Anschluss an die reguläre Saison Relegationsspiele gegen den Zweitplatzierten der Segona Divisió.
|                                            | Gesamt |                                                      | Hinspiel | Rückspiel |
| ------------------------------------------ | ------ | ---------------------------------------------------- | -------- | --------- |
| UE Engordany (Siebter der Primera Divisió) | 4:2    | Atlètic Club d’Escaldes (Zweiter der Segona Divisió) | 2:1      | 2:1       |